# Recht auf angemessene Ernährung
Das Recht auf Nahrung, zutreffender Recht auf angemessene Ernährung genannt, ist als Menschenrecht völkerrechtlich verankert in Artikel 11 des Internationalen Pakts über wirtschaftliche, soziale und kulturelle Rechte (UN-Sozialpakt). Das Recht auf „ausreichende Ernährung“ findet sich dort in Artikel 11, Absatz 1 als Teil des Rechts auf angemessenen Lebensstandard, sowie in Absatz 2 noch einmal herausgehoben als „grundlegendes Recht eines jeden, vor Hunger geschützt zu sein“. Es ist außerdem enthalten in Artikel 25 der Allgemeinen Erklärung der Menschenrechte. UN-Sonderberichterstatter zum Recht auf Nahrung ist seit 2020 der Kanadier Michael Fakhiri. Mehrere Staaten haben das Recht auf angemessene Ernährung in ihren Verfassungen verankert.
Das Recht auf angemessene Ernährung gilt als verletzt, wenn durch dauerhaften Entzug von Nahrung oder Ernährungsgrundlagen die Würde des Menschen verletzt ist. Umgekehrt ausgedrückt heißt es im Allgemeinen Kommentar Nr. 12 des Sozialausschusses der Vereinten Nationen: „Das Recht auf angemessene Nahrung ist dann verwirklicht, wenn jeder Mann, jede Frau und jedes Kind, einzeln oder gemeinsam mit anderen, jederzeit physisch und wirtschaftlich Zugang zu angemessener Nahrung oder Mitteln zu ihrer Beschaffung haben.“ Angesichts der von der Ernährungs- und Landwirtschaftsorganisation FAO geschätzten 1.000.000.000 Hungernden weltweit und über 24.000 Hungertoten pro Tag dürfte es sich um eines der über viele Jahrzehnte hinweg am massivsten verletzten Menschenrechte handeln. Während der FAO zufolge die Zahl der Hungernden in China rückläufig ist, stagniert sie in Indien und wächst in Afrika. Die Demokratische Republik Kongo hat mit 70 Prozent den weltweit höchsten Anteil von unterernährten Menschen in ihrer Bevölkerung. Alle Zahlenangaben sind allerdings mangels empirischer Grundlagen mit Vorsicht zu verwenden.

## Vertrags- und Staatenpflichten
Wie bei anderen Menschenrechten, vor allem den übrigen wirtschaftlichen, sozialen und kulturellen Rechten, ist das Verständnis der aus dem völkerrechtlich verankerten Recht auf Nahrung erwachsenden Staatenpflichten noch in einem Prozess der juristischen und völkerrechtlichen Auslegung begriffen. Obwohl der Sozialpakt 1976 in Kraft trat, hat dieser Prozess im Grunde erst nach der Wende in den 1990er Jahren begonnen. Die UN-Charta nennt darüber hinaus in den Artikeln 55 und 56 u. a. die Erhöhung des Lebensstandards als grundlegende Aufgabe der Vereinten Nationen und aller Mitgliedsstaaten. Der UN-Sozialausschuss hat 1999 in seinem Allgemeinen Kommentar 12 festgestellt, dass den Vertragsstaaten aus dem Sozialpakt Pflichten in mehrerer Hinsicht erwachsen.
1. Staaten müssen das Recht auf angemessene Ernährung für alle Menschen achten, sie dürfen also niemandem Nahrungsmittel verweigern, auch den Zugang zu Nahrung nicht, etwa durch die Landenteignung von Kleinbauern ohne Kompensation.
2. Sie müssen das Recht auf angemessene Ernährung schützen vor der Verletzung durch Dritte. Das bedeutet in der Konsequenz nicht nur, dass sie Mundraub und Diebstahl unterbinden müssen, sondern auch etwa die Verhinderung des Zugangs zu Nahrung und Ernährungsgrundlagen durch Konzerne, Großgrundbesitzer usw. unterbinden müssen.
3. Die Vertragsstaaten haben gemäß Artikel 2 des Sozialpakts die Pflicht, unter Mobilisierung aller Ressourcen in fortschreitender Weise den Zugang zu Nahrung für alle zu gewährleisten. Dies ist nicht in apodiktischer Weise als Pflicht zu dauerhaften Sozialleistungen zu verstehen; entscheidend sind die Gesamtheit der staatlich ergriffenen Maßnahmen und ihr Ergebnis, nämlich die Freiheit von Hunger und das Vorhandensein eines angemessenen Lebensstandards.

Unter diesen Vertrags- und Staatenpflichten sind einige – wie Hilfslieferungen in akuten Notsituationen oder die Aufhebung restriktiver Bestimmungen – sofort und ohne größeren Einsatz womöglich knapper Steuermittel erfüllbar. Die Umsetzung anderer Pflichten kann dagegen politische Veränderungen – wie Gesetzgebung, Infrastrukturmaßnahmen, Landreformen, die Züchtung örtlich und ökologisch angepassten Saatguts oder die Entwicklung lokaler Märkte erfordern – und daher mehr Zeit benötigen. Der Verweis von zwischenstaatlichen Organisationen wie z. B. der Weltbank, dass allgemein das Wachsen der Wirtschaft gefördert und abgewartet werden müsse, kann nicht als für die Erfüllung der Staatenpflichten hinreichend dienlich angesehen werden.
„Um festzustellen, welche Handlungen oder Unterlassungen eine Verletzung des Rechts auf Nahrung darstellen, ist es wichtig, zwischen der Unfähigkeit und der mangelnden Bereitschaft eines Vertragsstaats zur Einhaltung seiner Verpflichtungen zu unterscheiden,“ notiert der Sozialausschuss in seinem Rechtskommentar. Das Unvermögen des Staates, mittellosen Menschen Zugang zu Nahrung zu schaffen, muss dem Ausschuss zufolge nachgewiesen werden.
Weitere Konkretisierungen und Interpretationen zum Verständnis des Rechts auf angemessene Ernährung finden sich in den vom Welternährungsgipfel 2003 in Rom verabschiedeten Freiwilligen Leitlinien zum Menschenrecht auf Nahrung. Darüber hinaus sind in Zukunft neue spezifische Auslegungen durch Grundsatzurteile der Verfassungsgerichte in den Menschenrechtsvertragsstaaten zu erwarten.
Es muss unterstrichen werden, dass das Recht auf Nahrung keinesfalls nur ein Thema der armen und ärmsten Staaten ist. Dies wird an der wachsenden Zahl sog. Lebensmitteltafeln in vielen Industriestaaten deutlich. Dies gilt auch für die Bundesrepublik Deutschland, in der inzwischen ca. 1,5 Mio. Menschen durch derartige Nahrungsmittelstellen versorgt werden. Insoweit mehren sich die Stimmen, dass die Bundesrepublik dadurch das Menschenrecht auf Nahrung verletzt. Es ist nicht ausgeschlossen, dass der UN-Ausschusses über Wirtschaftliche, Soziale und Kulturelle Rechte (CESCR) sich in Zukunft mit diesem Thema befassen wird.

## Umsetzung und Einklagbarkeit
Ob eine Person, die Hunger leidet, vor Gericht ziehen kann, hängt von den Gesetzen ihres Landes ab. Das Recht auf angemessene Ernährung ist längst nicht überall direkt einklagbar, selbst wenn die betreffende Regierung den UN-Sozialpakt ratifiziert hat. Denn ein Menschenrechtsabkommen verpflichtet zunächst einmal nur die Staaten, und diese müssen erst die Umsetzung vornehmen. Im Gegensatz zu anderen Menschenrechtsabkommen sieht der Sozialpakt kein Individualbeschwerdeverfahren vor, das den Opfern zumindest eine politische Beschwerde bei den Vereinten Nationen ermöglichen würde.
Die UN-Menschenrechtskommission, heute der UN-Menschenrechtsrat, hat im Interesse der verbesserten Durchsetzung des Rechts auf angemessene Ernährung einen UN-Sonderberichterstatter eingesetzt. Als Erster versah der Schweizer Jean Ziegler dieses Amt (2000–2008), dessen Mandat alle paar Jahre erneuert werden muss. Seine Nachfolger waren Olivier de Schutter (2008–2014), Hilal Elver (2014–2020), seit 2020 ist Michael Fakhri im Amt. Der UN-Sonderberichterstatter für das Recht auf angemessene Ernährung berichtet dem Menschenrechtsrat jeweils zu ihrer Jahrestagung im Frühjahr über die vorhandenen Probleme und Lösungsvorschläge. Darüber hinaus berichten die Vertragsstaaten in fünfjährlichen Staatenberichten über den Stand der Verwirklichung des Ernährungsrechts.
Die administrativen und rechtlichen Strategien, die für die bessere Verwirklichung dieses Rechts geeignet sind, sind längst bekannt und ausgearbeitet. Allein auf den politischen Willen der Regierungen kommt es an, bei Entwicklungs- wie auch Industrieländern.

## Verständnis von Ernährung: Anspruch oder Gnade?
Das Verständnis von Ernährung als einem grundlegenden menschlichem Anspruch und Recht und von Hunger als einer Menschenrechtsverletzung hat sich noch nicht überall im Bewusstsein durchgesetzt. Vielfach wird das (Ver-)Hungern als durch äußere Umstände wie extreme Klimaschwankungen, Dürre oder Krieg bedingter Schicksalsschlag aufgefasst. Das Bewusstsein hierüber dürfte von Land zu Land stark variieren. Menschenrechtsorganisationen wie FIAN versuchen, das Bewusstsein für die Freiheit von Hunger als ein grundlegendes Recht international zu verbreiten, etwa mit Slogans wie: „Hunger ist kein Schicksal, Hunger wird gemacht“.
Das „richtige“ Bewusstsein besitzt eine grundlegende Bedeutung für die eingeschlagenen Strategien und damit die Chancen, das Recht auf angemessene Ernährung zu verwirklichen und den strukturell auftretenden Hunger zu überwinden. Die Bewertung von Hunger als Schicksalsschlag legt eher ein karitatives Herangehen nahe, Ernährung als Rechtsanspruch erfordert dagegen weitreichende politische und strukturelle Veränderungen – nicht nur in den betroffenen Ländern, sondern auch international.
Weltweit sind bei weitem ausreichend logistische und materielle Ressourcen vorhanden bzw. in kurzer Zeit mobilisierbar, den Hunger sowohl mit der karitativen Variante durch Nahrungsmittelhilfe als auch durch die tatsächliche Gewährung eines Rechtsanspruches auf Ernährung zu überwinden. Die zweite Alternative dürfte letztlich auf mehr politische Akzeptanz stoßen und der Würde der Betroffenen eher entsprechen.